# Przewodnictwo kostne
Przewodnictwo kostne – zjawisko przewodzenia dźwięku za pośrednictwem kości czaszki. W tym procesie dźwięk odbierany jest bez konieczności blokowania kanału słuchowego. Przenoszenie dźwięku poprzez przewodnictwo kostne występuje w sposób ciągły, ponieważ kości przenoszą wibracje z pomocą fal dźwiękowych – w szczególności kości w czaszce – chociaż przeciętny człowiek z trudem może odróżnić dźwięk przekazywany za pośrednictwem kości od dźwięku przenoszonego drogą powietrzną przez kanał słuchowy. Przewodnictwo kostne może być stosowane jako metoda leczenia niektórych rodzajów upośledzenia słuchu, jednak coraz częściej ta technologia jest wykorzystywana przez osoby zdrowe w celach rozrywkowych, a dokładniej w słuchawkach transmitujących dźwięk poprzez przewodnictwo kostne. Warto dodać, że kości na ogół w lepszym stopniu przewodzą dźwięki o niższej częstotliwości, niż te o wyższej.
Przewodnictwo kostne stanowi jedną z przyczyn różnic w odbiorze głosu danej osoby przez nią samą oraz jej otoczenie. Człowiek postrzega własny głos jako niższy, niż ten, który słyszą inni. Jest to również powodem, dla którego głos na nagraniach brzmi inaczej – wydaje się wyższy.

## Opis zjawiska
Zjawisko odczuwania dźwięku poprzez wibracje zostało poznane już w XIX w. Dopiero później określono je mianem przewodnictwa kostnego. 
Odbieranie dźwięku poprzez przewodnictwo kostne możliwe jest dzięki kilku czynnikom. Spośród nich najważniejszym może być bezwładność śródchłonki, czyli płynu znajdującego się wewnątrz przewodu ślimakowego. Niektóre choroby, w tym choroby ucha środkowego, mogą wpływać na odbiór przewodnictwa kostnego.
Dźwięk może docierać do ludzkiego narządu słuchu na dwa sposoby. Pierwszym z nich jest fala przenoszona przez powietrze, drugi natomiast stanowi przewodnictwo kostne. W warunkach fizjologicznych dla zdrowego człowieka przenoszenie fal drogą powietrzną jest metodą najbardziej naturalną. Przewodnictwo kostne jest jednak szeroko wykorzystywane w medycynie, w tym w diagnostyce problemów ze słuchem, a także w ich leczeniu.

## Przewodnictwo kostne a badanie słuchu
Badania przewodnictwa kostnego przeprowadzane są w celu określenia ubytku słuchu. Wyróżnia się dwa rodzaje takich badań:
- próba Webera
- próba Rinnego

W przypadku próby Webera wprawiony w drganie kamerton przykładany jest do czubka głowy. Drgania kamertonu wyzwalają dźwięk, który – jak określają to Radosław Kaźmierski i Adam Niezgoda – „powinien być słyszalny symetrycznie +w głowie+”. Lepsze słyszenie tego dźwięku może objawiać się po przeciwnych stronach głowy w zależności od rodzaju zaburzenia. Przy zaburzeniach typu odbiorczego wyraźniejszy odbiór dźwięku ma miejsce tam, gdzie niedosłuch nie występuje, natomiast zaburzenia typu przewodzeniowego powodują lepszą słyszalność po stronie z niedosłuchem.
Z kolei, aby przeprowadzić próbę Rinnego, należy umieścić drgający kamerton na wyrostku sutkowym, co pozwala zbadać konkretnie przewodnictwo kostne. Kiedy dźwięk przestaje być słyszany, a kamerton wciąż drga, stroik przenoszony jest tak, by znajdował się bardzo blisko ucha – to sprawdza przewodnictwo powietrzne. Jeżeli pacjent jest zdrowy lub cierpi na zaburzenia słuchu typu odbiorczego, dźwięk przenoszony drogą powietrzną słyszany jest dłużej (u pacjentów z sensoneuronalną utratą słuchu wynik próby może być fałszywie ujemny). W obliczu nieprawidłowości w słyszeniu, dłużej odbierany jest dźwięk poprzez przewodnictwo kostne.

## Przewodnictwo kostne w komunikacji i nawigacji
Wśród przykładów wykorzystania przewodnictwa kostnego można wymienić specjalne zestawy do komunikacji podwodnej wykorzystywane przez nurków. „Głośniki” mają postać powleczonych gumą piezoelektrycznych dysków o średnicy ok. 4 cm i grubości 6 mm, połączonych dobrze izolowanym kablem. Głośnik umieszcza się na kości znajdującej się za uchem. Dźwięk odbierany przez nurka wydaje się pochodzić z wnętrza jego głowy.
Przewodnictwo kostne można wykorzystać także w nawigacji osób niewidomych. Urządzenie, które miałoby pomagać niewidomym docierać do celu, bazowałoby m.in. na lokalizacji dźwięków z wykorzystaniem przewodnictwa kostnego w obydwu uszach, a także wydawałoby wskazówki głosowe. To odkrycie japońskiego naukowca pokazało, że czas, w którym niewidomy dotarłby do swojego celu dzięki nawigacji wykorzystującej przewodnictwo kostne, jest krótszy, niż w przypadku samych wskazówek głosowych.

## Przewodnictwo kostne w muzyce i rozrywce
Najprostszym przykładem zastosowania przewodnictwa kostnego w muzyce są widełki strojowe znane szerzej jako kamerton, stosowany przez instrumentalistów do strojenia instrumentów strunowych i wokalistów do znalezienia dźwięku a1 (znajdującego się w oktawie razkreślnej). Dźwięk kamertonu emitowany jest w częstotliwości 440 Hz (440 drgań na sekundę) – zostało to znormalizowane w 1939 r. w ramach międzynarodowego porozumienia. Aby uzyskać efekt przewodnictwa kostnego, podstawę standardowego kamertonu widełkowego po lekkim uderzeniu umieszcza się między tylnymi zębami. Tym sposobem osoba, która stroi instrument, wciąż słyszy dźwięk z kamertonu „w głowie” i nie musi przerywać pracy nad strojeniem instrumentu. Mówi się, że sam Ludwig van Beethoven korzystał z kamertonu po utracie słuchu: jeden koniec stroika umieszczał w ustach, a drugi opierał o fortepian.
Technologia przewodnictwa kostnego odnalazła się także w przemyśle audiofonicznym, a ściślej: w produkcji słuchawek. W przeciwieństwie do standardowych rozwiązań dousznych i dokanałowych, w przypadku których użytkownik umieszcza w środku ucha niewielkich rozmiarów głośniczek, a dźwięk transmitowany jest drogą powietrzną, słuchawki, których działanie opiera się na przewodnictwie kostnym, charakteryzuje taki sposób transmisji dźwięku, który nie pozwala na to, by otoczenie słyszało dźwięk odbierany przez użytkownika sprzętu. Rezonatorem jest więc w tym przypadku struktura kości czaszki: zostają one wprawione w drgania o określonych częstotliwościach i dzięki temu są w stanie transmitować dźwięk w kierunku ucha wewnętrznego.
Słuchawki tego rodzaju umieszcza się ponadto na kościach policzkowych przed uchem, a nie w jego wnętrzu. Umożliwiają zatem odbiór dźwięków z otoczenia bez konieczności wyłączania muzyki lub audycji. Są dzięki temu bezpieczne, co wpływa na możliwość używania ich nawet podczas wyścigów na drodze. Organizacja England Athletics, podległa brytyjskiej narodowej federacji lekkoatletycznej, zatwierdziła je w tym celu. Podkreśla przy tym, że zasady wykluczają stosowanie słuchawek dousznych podczas wyścigów, w czasie, w którym drogi pozostają w użyciu. Biegacze mogą słuchać muzyki, a jednocześnie docierają do nich dźwięki otoczenia, w tym sygnały ostrzegawcze i te emitowane przez pojazdy uprzywilejowane.